# 范厚祿

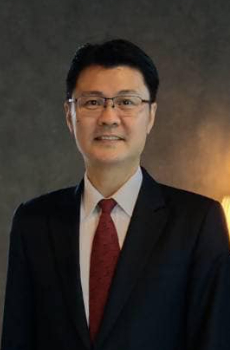
2023年攝於澳洲布里斯班

范厚祿（1972年9月1日—），中華民國外交官，已婚，育有4子女。

## 學歷
- 淡江大學歐洲研究所碩士（2000年）
- 外交領事人員考試第34期（2000年）
- 索邦大学研習（2001年）
- 國立政治大學國家安全與大陸研究所研習（2014年）
- 新南威尔士大学研習（2016年）

## 經歷
- 外交部禮賓司實習（2001年－2002年）[註 1]
- 外交部檔案資訊處薦任科員（2002年－2003年）[註 2]
- 外交部國際組織司薦任科員（2003年－2004年）
- 駐吐瓦魯大使館三等秘書（2004年－2007年）
- 駐吐瓦魯大使館二等秘書（2007年－2010年）
- 外交部秘書處秘書回部辦事（2010年）
- 外交部亞東太平司東協科長（2011年－2013年）
- 駐印尼臺北經濟貿易代表處一等秘書（2013年－2017年）
- 駐印尼臺北經濟貿易代表處政務組副組長（2017年－2020年）[3]
- 外交部政務次長田中光辦公室機要秘書（2020年－2022年）
- 外交部亞東太平洋司副司長（2022年－2023年）
- 駐布里斯本臺北經濟文化辦事處總領事銜處長（2023年－）[註 3]

| 外交職務      | 外交職務                           | 外交職務 |
| ------------- | ---------------------------------- | -------- |
| 前任： 陶令文 | 中華民國駐布里斯本處長 2023年4月－ | 繼任： ' |